# Microregione di Mogi Mirim
Mogi Mirim è una microregione dello Stato di San Paolo in Brasile, appartenente alla mesoregione di Campinas.

## Comuni
Comprende 7 comuni:
- Artur Nogueira
- Engenheiro Coelho
- Estiva Gerbi
- Itapira
- Mogi Guaçu
- Mogi Mirim
- Santo Antônio de Posse